# Вахрадян, Марк
Марк Вахрадян (англ. Mark Vahradian; 1967, Калифорния, США) — американский продюсер армянского происхождения. Известен, как исполнительный продюсер серии фильмов Трансформеры. Также является продюсером других известных фильмов, таких как Глубоководный горизонт, Бесконечность, Крушение.
Его фильмы собрали миллиарды долларов и неоднократно номинировались на «Оскар» за визуальные эффекты. Он работал с такими звездами, как Брюс Уиллис, Меган Фокс, Шайа ЛаБаф, Джош Дюамель, Хелен Миррен и Марк Уолберг.

## Биография
Марк Вахрадян хотел осуществить карьеру адвоката. Получил степень бакалавра в Университете Дьюка, а затем степень доктора юридических наук в юридической школе Калифорнийского университета в Лос-Анджелесе.
Он поменял свои планы и сосредоточил своё внимание на кинопроизводстве. Спустя 25 лет, он стал наиболее известен, как патриарх фильмов «Трансформеры».
Вахрадян также всю жизнь занимается плаванием. Он говорит, что существует логическая связь между его опытом занятий плаванием и успехом в Голливуде. Пловцы, конечно, учатся упорствовать. Все эти годы ранних тревог и удушающих настроений, как правило, развивают у них психологическую стойкость, которая готовит их к будущим испытаниям.
Для Вахрадяна его опыт плавания в элитном молодежном клубе и студенческая жизнь помогли ему правильно настроиться на суровые условия киноиндустрии. По словам Вахрадяна:
Они никогда не рассказывают вам о физических трудностях, связанных с созданием фильма...Ты работаешь допоздна. Иногда ты находишься на улице зимой. Для меня ночная съемка — самая болезненная часть создания фильма. Вы идёте на работу в 9 вечера и работаете до 9 утра. Создание фильма требует большого физического напряжения и вы учитесь справляться с этим и не жаловаться. Многому этому научишься, занимаясь плаванием
Варадян работал в Universal Pictures, а затем перешел в Disney и Warner Brothers. Он присоединился к Paramount в 2006 году и остается там до сих пор.

### Серия фильмов «Трансформеры»
Вахрадян являлся исполнительным продюсером фильмов «Трансформеры», «Трансформеры: Месть падших», «Трансформеры 3: Тёмная сторона Луны», «Трансформеры: Эпоха истребления», «Трансформеры: Последний рыцарь» и главным продюсером фильмов «Бамблби» и «Трансформеры: Восхождение Звероботов», а также мультфильма «Трансформеры: Начало».